# Cohors I Alpinorum (Pannonia, equitata)

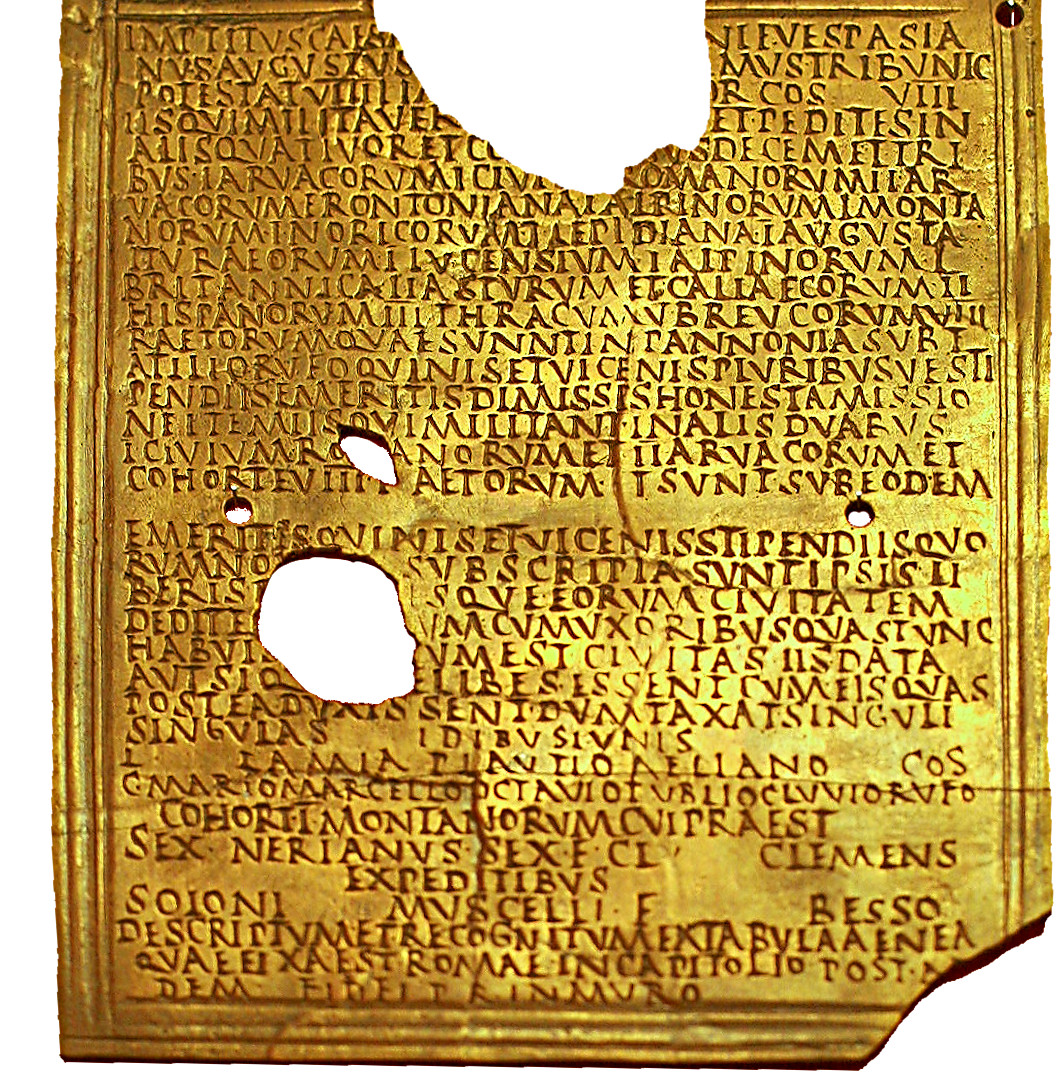
Das Militärdiplom vom 13. Juni 80 n. Chr.

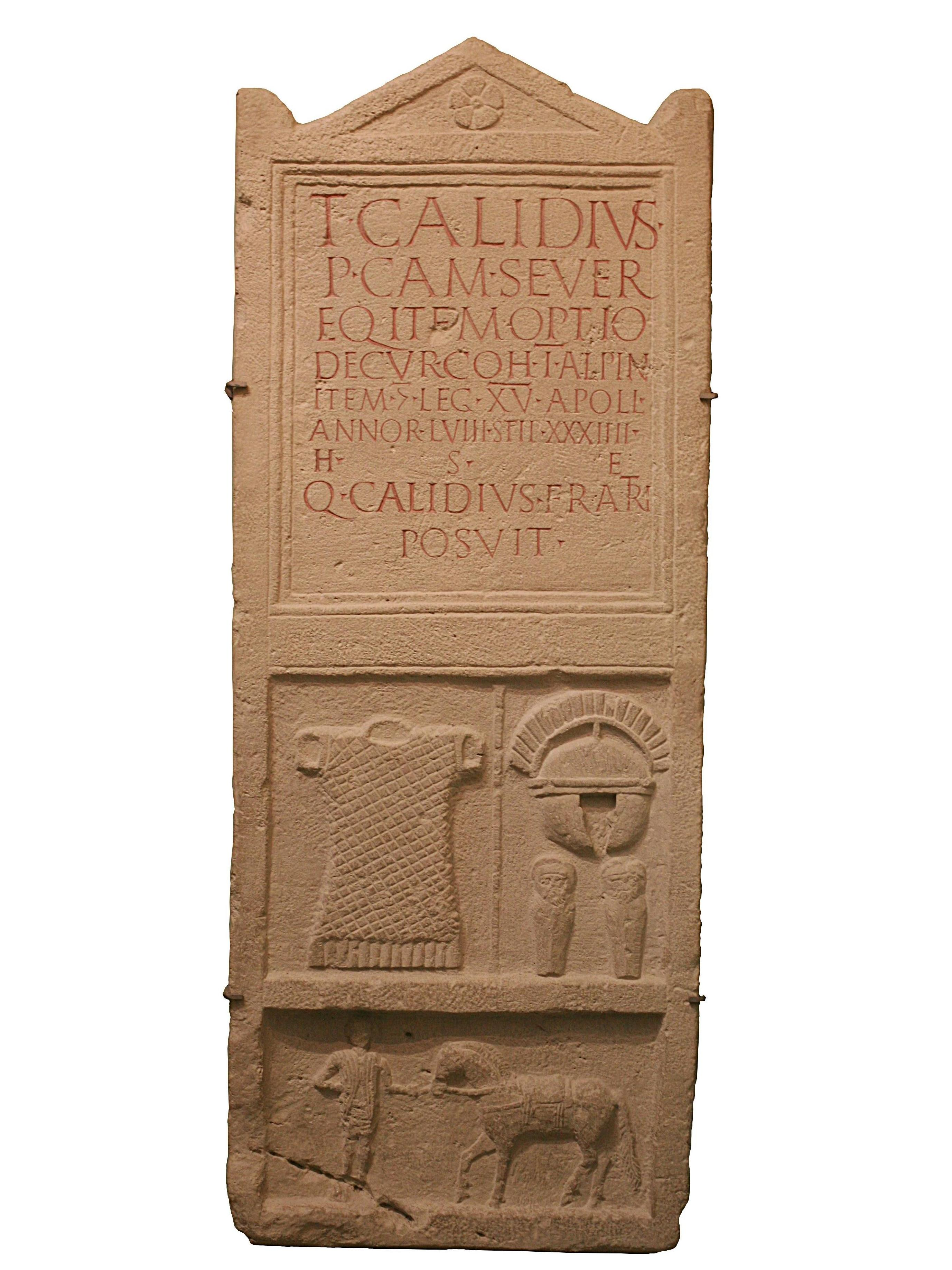
Der Grabstein des Titus Calidius Severus

Die Cohors I Alpinorum [equitata] [Galliana Volusiana] (deutsch 1. Kohorte der Alpenbewohner [teilberitten] [die Gallianische Volusianische]) war eine römische Auxiliareinheit. Sie ist durch Militärdiplome, Inschriften und Ziegelstempel belegt.

## Namensbestandteile
- Cohors: Die Kohorte war eine Infanterieeinheit der Auxiliartruppen in der römischen Armee.

- I: Die römische Zahl steht für die Ordnungszahl die erste (lateinisch prima). Daher wird der Name dieser Militäreinheit als Cohors prima .. ausgesprochen.

- Alpinorum: der Alpenbewohner. Die Soldaten der Kohorte wurden bei Aufstellung der Einheit aus Volksstämmen rekrutiert, die in den Alpen siedelten.[1][2][A 1]

- equitata: teilberitten. Die Einheit war ein gemischter Verband aus Infanterie und Kavallerie. Der Zusatz kommt in den Militärdiplomen von 143 bis 193, in mehreren Inschriften[3] sowie auf einem Ziegel[4] vor.

- Galliana Volusiana: die Gallianische Volusianische. Eine Ehrenbezeichnung, die sich auf Trebonianus Gallus (251–253) und seinen Sohn Volusianus bezieht. Der Zusatz kommt in einer Inschrift[5] vor.

Da es keine Hinweise auf den Namenszusatz milliaria (1000 Mann) gibt, war die Einheit eine Cohors quingenaria equitata. Die Sollstärke der Kohorte lag bei 600 Mann (480 Mann Infanterie und 120 Reiter), bestehend aus 6 Centurien Infanterie mit jeweils 80 Mann sowie 4 Turmae Kavallerie mit jeweils 30 Reitern.

## Geschichte
Die Kohorte war in den Provinzen Pannonia und Pannonia inferior (in dieser Reihenfolge) stationiert. Sie ist auf Militärdiplomen für die Jahre 80 bis 193 n. Chr. aufgeführt.
Der erste Nachweis in Pannonia beruht auf einem Diplom, das auf 80 datiert ist. In dem Diplom wird die Kohorte als Teil der Truppen (siehe Römische Streitkräfte in Pannonia) aufgeführt, die in der Provinz stationiert waren. Weitere Diplome, die auf 84 bis 193 datiert sind, belegen die Einheit in derselben Provinz (bzw. ab 110 in Pannonia inferior).
Eine Teilnahme der Kohorte an den Dakerkriegen Trajans ist unsicher. Eine Cohors I Alpinorum ist auch noch auf Diplomen aufgeführt, die auf 60 bis 154/161 datiert sind; um welche der Einheiten es sich dabei handelt, ist unbekannt.
Der letzte Nachweis der Kohorte beruht auf einer Inschrift, die auf 252/253 datiert wird.

## Standorte
Standorte der Kohorte in Pannonia waren möglicherweise:
- Lugio (Dunaszekcső): eine Inschrift[12] wurde hier gefunden.
- Lussonium (Dunakömlőd): drei Inschriften[13] wurden hier gefunden.
- Matrica (Százhalombatta): drei Inschriften[14] wurden hier gefunden (siehe auch Römische Steindenkmäler aus Százhalombatta-Dunafüred).
- Vetus Salina (Adony): ein Ziegel[4] mit dem Stempel der Einheit wurde hier gefunden.

## Angehörige der Kohorte
Folgende Angehörige der Kohorte sind bekannt.

### Kommandeure
| - Aur[elius] Iulianus, ein Tribun (CIL 3, 10967) - M(arcus) Titius Proculus, ein Präfekt (AE 2003, 1530) - Marcus Verrius Geminus: er wird auf dem Diplom von 143 als Kommandeur genannt. - Marcus Vettius Latro, ein Präfekt - L(ucius) Iul(ius) Passenianus, ein Präfekt (CIL 3, 10297) | - L(ucius) Valerius Valerianus, ein Präfekt (AE 1971, 476). Er war auch Präfekt der Ala I Hispanorum Campagonum. - P(ublius) Clod(ius) Severus, ein Präfekt (CIL 3, 3315) - Titius Modestus: er wird auf dem Diplom von 159 als Kommandeur genannt. |

### Sonstige
| - [?], ein Soldat (CIL 12, 15) - [?], ein Optio (CIL 3, 3352) - Aelius Niger, ein Veteran (CIL 3, 1183) - Ancharius Secundus, ein Fußsoldat: das Diplom von 143 wurde für ihn ausgestellt. - Caraco, ein Soldat (AE 1995, 1271) - Gaius Valerius Proculus, ein Reiter - Fl(avius) Rufinus, ein Reiter und Bucinator (CIL 3, 3352) | - Maximus, ein Centurio (CIL 3, 3352) - Publius, ein Centurio (AE 1995, 1271) - P(ublius) Ael(ius) Lucilius, ein Centurio (CIL 3, 3316) - P(ublius) Afranius Victor, ein Centurio (AE 1982, 812) - P(ublius) Comatius Adiutor, ein Veteran und ehemaliger Decurio (AE 1993, 1300) - [Ti(berius)] Claudius [Ma]giatus, ein Reiter (RHP 00219) - Titus Calidius Severus, ein Reiter, Optio und Decurio (CIL 3, 11213) - Ulpius Biausco, ein Reiter: das Diplom von 159 wurde für ihn ausgestellt. |